# Paola Malatesta

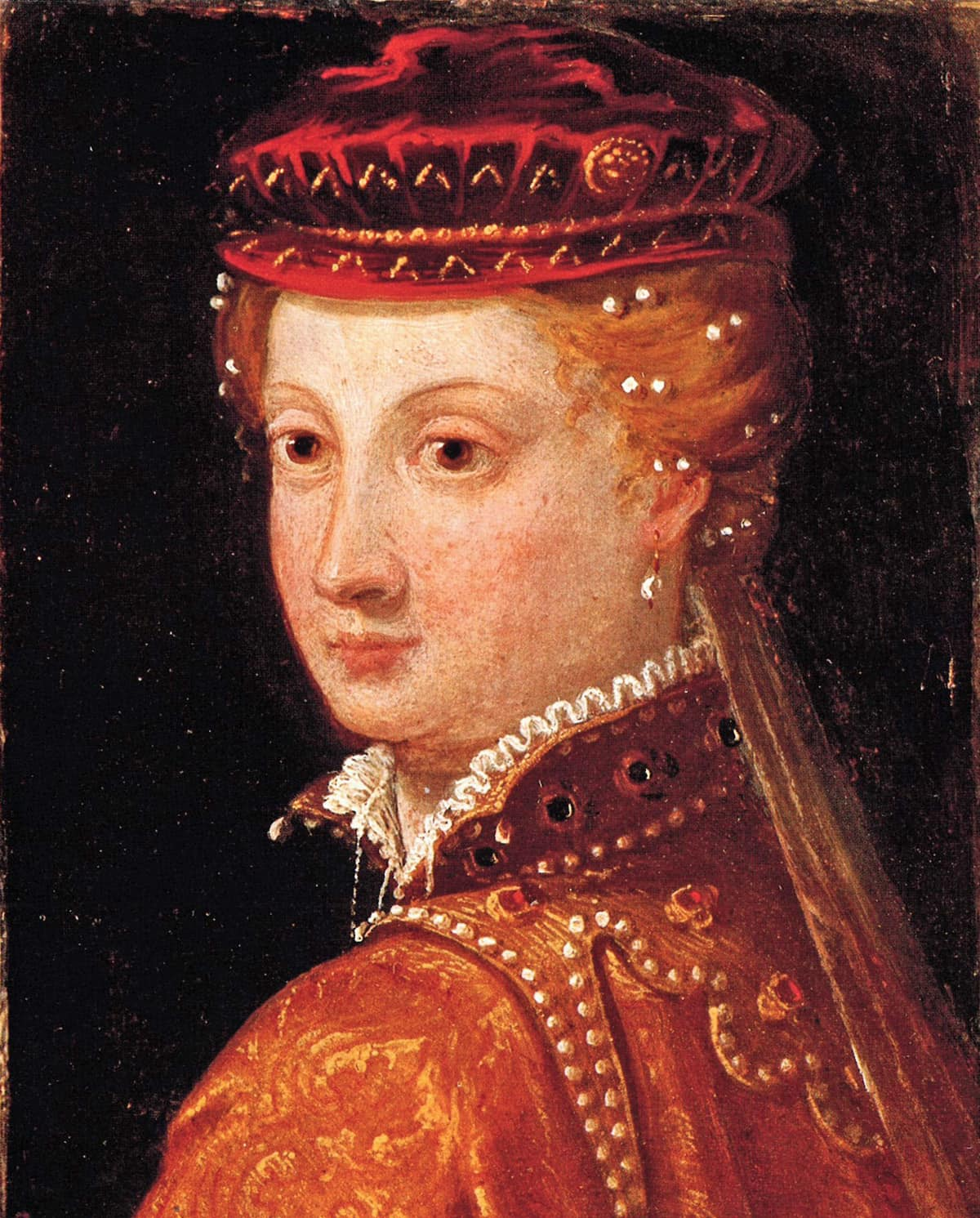
Ritratto di Paola Malatesta, Collezione di Ambras, XVI secolo.

Paola (Agnese) Malatesta (Pesaro, 1393 – Mantova, luglio 1453) è stata una nobile italiana.

## Biografia
Chiamata "Paola di Mantova", era figlia di Malatesta IV, condottiero e signore di Pesaro e Fossombrone, e di Elisabetta da Varano (1367-1405).
Il 22 agosto 1409 sposò a Pesaro Gianfrancesco Gonzaga, V capitano del popolo di Mantova. Paola ebbe sei figli e portò ai Gonzaga la tara genetica della gobba, che venne trasmessa anche alle generazioni successive, fino a Guglielmo Gonzaga (1538-1587).
Era una donna molto acuta di intelletto ed ebbe un ruolo di rilievo nella corte gonzaghesca. Dietro richiesta di Bernardino da Siena, che nel 1418 le fece visita, provvide ad edificare intorno al 1420 la chiesa con annesso monastero di Santa Paola a Mantova, voluta per le Clarisse Francescane nel quale si ritirò dopo la morte del marito nel 1444.
Morì nella prima metà di luglio del 1453 nel monastero di Santa Paola di Mantova e fu sepolta in abito religioso come da lei disposto. Nel martirologio francescano è ricordata come beata.

## Discendenza
Paola e Gianfrancesco ebbero otto figli:
- Ludovico (5 giugno 1412 – 1478), detto "il Turco", divenne II marchese di Mantova dal 1444;
- Carlo (10 maggio 1417-1456), sposo di Lucia d'Este;
- Margherita (31 marzo 1418-1439), divenuta marchesa di Ferrara sposando Leonello d'Este;
- Rodolfo (30 maggio 1420-poco dopo)[8]
- Gianlucido (31 maggio 1421 – 1448), studente di diritto a Pavia e protonotario apostolico;
- Federico Giovan Francesco (4 luglio 1422-poco dopo)[9]
- Cecilia (18 gennaio 1426–1451), religiosa nel monastero di Santa Lucia a Mantova;
- Alessandro (26 agosto 1427-1466), signore di Castel Goffredo, sposò Agnese da Montefeltro.

## Ascendenza
|                        |                      |                                   | Genitori                 |  |  | Nonni |  |  | Bisnonni                |  |  | Trisnonni            |  |
|                        |                      |                                   |                          |  |  |       |  |  | Malatesta III Malatesta |  |  | Pandolfo I Malatesta |  |
|                        |                      |                                   |                          |  |  |       |  |  | Malatesta III Malatesta |  |  | Pandolfo I Malatesta |  |
|                        |                      | Taddea da Rimini                  |                          |  |  |       |  |  | Malatesta III Malatesta |  |  |                      |  |
| Pandolfo II Malatesta  |                      |                                   |                          |  |  |       |  |  | Malatesta III Malatesta |  |  |                      |  |
|                        |                      | Costanza Ondedei                  | …                        |  |  |       |  |  |                         |  |  |                      |  |
|                        |                      | Costanza Ondedei                  | …                        |  |  |       |  |  |                         |  |  |                      |  |
|                        |                      | Costanza Ondedei                  | …                        |  |  |       |  |  |                         |  |  |                      |  |
| Malatesta IV Malatesta |                      | Costanza Ondedei                  |                          |  |  |       |  |  |                         |  |  |                      |  |
|                        |                      | Bertoldo Orsini                   | Napoleone di Orso Orsini |  |  |       |  |  |                         |  |  |                      |  |
|                        |                      | Bertoldo Orsini                   | Napoleone di Orso Orsini |  |  |       |  |  |                         |  |  |                      |  |
|                        |                      | Bertoldo Orsini                   | …                        |  |  |       |  |  |                         |  |  |                      |  |
| Paola Orsini           |                      | Bertoldo Orsini                   |                          |  |  |       |  |  |                         |  |  |                      |  |
|                        |                      | ...                               | …                        |  |  |       |  |  |                         |  |  |                      |  |
|                        |                      | ...                               | …                        |  |  |       |  |  |                         |  |  |                      |  |
|                        |                      | ...                               | …                        |  |  |       |  |  |                         |  |  |                      |  |
| Paola Malatesta        |                      | ...                               |                          |  |  |       |  |  |                         |  |  |                      |  |
|                        | Berardo II da Varano | Gentile II da Varano              |                          |  |  |       |  |  |                         |  |  |                      |  |
|                        | Berardo II da Varano | Gentile II da Varano              |                          |  |  |       |  |  |                         |  |  |                      |  |
|                        | Berardo II da Varano | …                                 |                          |  |  |       |  |  |                         |  |  |                      |  |
| Rodolfo II da Varano   | Berardo II da Varano |                                   |                          |  |  |       |  |  |                         |  |  |                      |  |
|                        |                      | Bellafiore di Gualtiero Brunforte | Gualtiero Brunforte      |  |  |       |  |  |                         |  |  |                      |  |
|                        |                      | Bellafiore di Gualtiero Brunforte | Gualtiero Brunforte      |  |  |       |  |  |                         |  |  |                      |  |
|                        |                      | Bellafiore di Gualtiero Brunforte | …                        |  |  |       |  |  |                         |  |  |                      |  |
| Elisabetta da Varano   |                      | Bellafiore di Gualtiero Brunforte |                          |  |  |       |  |  |                         |  |  |                      |  |
|                        |                      | Finuccio Chiavelli                | …                        |  |  |       |  |  |                         |  |  |                      |  |
|                        |                      | Finuccio Chiavelli                | …                        |  |  |       |  |  |                         |  |  |                      |  |
|                        |                      | Finuccio Chiavelli                | …                        |  |  |       |  |  |                         |  |  |                      |  |
| Camilla Chiavelli      |                      | Finuccio Chiavelli                |                          |  |  |       |  |  |                         |  |  |                      |  |
|                        |                      | …                                 | …                        |  |  |       |  |  |                         |  |  |                      |  |
|                        |                      | …                                 | …                        |  |  |       |  |  |                         |  |  |                      |  |
|                        |                      | …                                 | …                        |  |  |       |  |  |                         |  |  |                      |  |
|                        |                      | …                                 |                          |  |  |       |  |  |                         |  |  |                      |  |